# BMC Software
BMC Software Inc ist ein US-amerikanischer Softwarehersteller mit Sitz in Houston, Texas. Er wurde 1980 von Scout Boulett, John Moores und Dan Cloer gegründet. Präsident und CEO ist Ayman Sayed.

## Unternehmen
Im Herbst 2010 war das Unternehmen mit Niederlassungen und Vertriebsbüros in rund 50 Ländern präsent und beschäftigte weltweit ca.  5.800 Mitarbeiter. BMC Software ist im S&P 500 vertreten. Im Geschäftsjahr 2005 erzielte das Unternehmen weltweit rund 1,46 Milliarden US-Dollar Umsatz, im Jahr 2010 werden rund 1,91 Milliarden US-Dollar erwartet.
BMC war von 1988 bis 2001 an der NASDAQ notiert. Seit dem 13. März 2001 war BMC an der New York Stock Exchange (NYSE: BMC) gelistet. Im September 2013 wurde BMC Software von einer Gruppe privater Investoren in einem Privatisierungsprozess erworben. Diese Investoren waren Bain Capital, Golden Gate Capital, Insight Venture Partners, GIC Private Limited GIC Special Investments Pte Ltd.  und Elliott Management Corporation.
Im März 2020 meldete BMC Software die Absicht zur Übernahme von Compuware bei den Kartellbehörden zur Prüfung an.

## Produkte
Zu den von BMC angebotenen Software-Produkten gehören unter anderem das ursprünglich von der Remedy Corp. entwickelte Action Request System (ARS), das jetzt als BMC Remedy ARS vertrieben wird.

## BMC Software GmbH Deutschland
In Deutschland ist das Softwareunternehmen seit 1984 vertreten: Die BMC Software GmbH hat ihren Hauptsitz in Frankfurt am Main mit rund 200 Mitarbeitern. Weitere Standorte befinden sich in Hamburg und München.